# Mcclungia arcuata
Mcclungia arcuata är en fjärilsart som beskrevs av Günter Theodor Tessmann 1928. Mcclungia arcuata ingår i släktet Mcclungia och familjen praktfjärilar. Inga underarter finns listade i Catalogue of Life.